# Псоу (вино)
«Псоу» (абх. Ԥсоу) — белое полусладкое вино. Носит название одноименной реки, протекающей на границе России и Абхазии.
Классическое изготовление в небольших количествах производилось только из винограда сорта Цоликаури, выращиваемого в Абхазии. В настоящее время «Псоу» производят в больших количествах из сортов Алиготе, Рислинг и Совиньон (методом купажа). 
Готовое вино содержит 9—10,5 % (до 11 %) спирта, 3—5 % сахара при титруемой кислотности 5—7 грамм/литр. Имеет светло-соломенный цвет и нежный аромат. Вкус хорошо выраженный, сортовый, гармоничный, с приятной сладостью.

## В литературе
- Фазиль Искандер. Стоянка человека[2].

## Награды
- На международных винодельческих конкурсах вино «Псоу» награждено двумя серебряными медалями[источник не указан 2913 дней].
- На российском конкурсе «Вино — водка 2003» (сентябрь) в Сочи абхазское вино «Псоу» получило золотую медаль[3].